# Saussurella borneensis
Saussurella borneensis är en insektsart som beskrevs av Hancock, J.L. 1912. Saussurella borneensis ingår i släktet Saussurella och familjen torngräshoppor. Inga underarter finns listade i Catalogue of Life.